# Tamar (album de Tamar Braxton)
Pour les articles homonymes, voir Tamar.
Albums de Tamar Braxton
Love and War
(2013)
Singles
1. Get None
Sortie : 5 octobre 1999
2. If You Don't Wanna Love You
Sortie : 7 mars 2000

Tamar est le premier album de la chanteuse américaine Tamar Braxton, sorti le 21 mars 2000.
Les principaux thèmes de album sont : la romance et le féminisme.
L'album Tamar atteint la 42e position du Top R&B/Hip-Hop Albums et la 147e place du Billboard 200.
L'album génère deux singles : Get None en featuring Jermaine Dupri et Amil qui n'atteint pas le Billboard Hot 100 mais qui s'érige à la 59e meilleure place du Billboard Hot R&B/Hip-Hop Songs et If You Don't Wanna Love Me, qui se classe dans le top 30 au Billboard Hot 100.

## Historique
Toni, Traci, Towanda, Trina et Tamar ont signé leur premier contrat d'enregistrement avec Arista Records en 1989 sous le nom de groupe The Braxtons. Après le départ de Toni pour sa carrière solo et de Traci pour causes de grossesse, le groupe est alors signé chez Atlantic Records et sort un 1er album prénommé The Braxtons en 1996.
The Braxtons décide alors de se séparer, afin que Tamar, puisse poursuivre une carrière solo avec DreamWorks Records en 1998.

## Composition
Les principaux thèmes de album sont : la romance et le féminisme.

## Singles
Le 1er single de l'album est Get None en featuring Jermaine Dupri et Amil, sortit le  5 octobre 1999, qui n'atteint pas le Billboard Hot 100 mais qui s'érige à la 59e meilleure place du Billboard Hot R&B/Hip-Hop Songs.
Le second extrait de l'opus est If You Don't Wanna Love Me, sortit le  7 mars 2000, qui se classe dans le top 30 au Billboard Hot 100,

## Performance commerciale
L'album Tamar atteint la 42e position du Billboard Hot R&B/Hip-Hop Songs et la 147e place du Billboard 200.

## Liste des titres et formats
| No  | Titre                                      | Writer(s)                                                                      | Durée |
| --- | ------------------------------------------ | ------------------------------------------------------------------------------ | ----- |
| 1.  | Get None (featuring Jermaine Dupri & Amil) | Jermaine Dupri, Bryan-Michael Cox, Tamara Savage, Mýa Harrison, Amil Whitehead |       |
| 2.  | Your Room                                  | Tim Kelley, Bob Robinson                                                       |       |
| 3.  | No Disrespect (featuring Missy Elliott)    | Melissa Elliott                                                                |       |
| 4.  | Money Can't Buy You Love                   | Darrell "Delite" Allamby, Lincoln Browder                                      |       |
| 5.  | Tonight                                    | Tim Kelley, Bob Robinson                                                       |       |
| 6.  | If You Don't Wanna Love Me                 | Christopher A. Stewart, LaTocha Scott                                          |       |
| 7.  | Once Again                                 | Darrell "Delite" Allamby                                                       |       |
| 8.  | You Don't Know                             | Tim Kelley, Bob Robinson                                                       |       |
| 9.  | Can't Nobody                               | Christopher A. Stewart, Tab                                                    |       |
| 10. | I'm Over You                               | Christopher A. Stewart, Tamar Braxton                                          |       |
| 11. | Words                                      | Tim Kelley, Bob Robinson                                                       |       |
| 12. | The Way It Should Be                       | Christopher A. Stewart, Tab, Tamar Braxton                                     |       |
| 13. | Miss Your Kiss                             | Tim Kelley, Bob Robinson                                                       |       |
| 14. | Get Mine                                   | Christopher A. Stewart, Tab, Tamar Braxton                                     |       |
| 15. | Count The Ways                             | (Japon Bonus Track)                                                            |       |

## Classement hebdomadaire
| Chart (2000)              | Peak position |
| ------------------------- | ------------- |
| US Billboard 200          | 127           |
| US Top R&B/Hip-Hop Albums | 42            |

## Personnel
- Keyboards et drum programming : Tim & Bob, Jermaine Dupri, Bryan-Michael Cox, Darrell "Delite" Allamby, Tricky Stewart, The Co-Stars
- Piano : Les Butler sur I'm Over You et The Way It Should Be, Bob Robinson sur You Don't Know et Miss Your Kiss
- Guitare acoustique : Bob Robinson sur Words et Miss Your Kiss
- Guitare espagnole : Bob Robinson sur Tonight
- Guitare : Paul Pesco sur Money Can't Buy You Love et Once Again, Marlon McClain sur The Way It Should Be
- Percussion : Luis C. Conte sur The Way It Should Be
- choristes: Tamar Braxton, Darcy Aldridge, Mýa (non créditée), Lil' Mo, Missy Elliott, LaTocha Scott, Darrell "Delite" Allamby
- Ingénieurs du son : Jermaine Dupri, Brian K. Smith, Tim Kelley, Carlisle Young, Ben Arrindell, Rob Hunter, Christopher "Tricky" Stewart, Kevin "KD" Davis
- Mixeurs ingénieurs : Phil Tan, Brian K. Smith, Tim Kelley, Carlisle Young, Ben Arrindell, Kevin "KD" Davis
- Photographie : Randee St. Nicholas
- Design : Orabor